# Niculiță Secrieriu
Niculiţă Secrieriu est un peintre roumain. Né le 1er février 1938 à Bogdănești - Vaslui, il meurt à Bucarest le 3 août 2002.
Il a étudié à l'Institut de beaux-arts "Nicolae Grigorescu" dans la classe de Corneliu Baba.
Secrieriu a eu de nombreuses expositions à Bucarest, Paris, Cagnes-sur-Mer, Argentan, Sévigny, Bagnoles-de-l'Orne, Helsinki, Moscou, Buenos Aires, Varsovie, Prague, Bratislava, Sofia, Jérusalem, Stockholm, Bruxelles, Venise...
Niculiţă Secrieriu a été élu « peintre de l'année 1999 » par l'Association des artistes roumains (UAP).